# Margery Beddow
Margery Beddow (13 de dezembro de 1937 - Nova Iorque, 3 de janeiro de 2010) foi uma atriz, bailarina, diretora e coreógrafa norte-americana.